# Prashanthini
Prashanthini (n. 28 de septiembre de 1983) es una cantante de playback o reproducción india, intérprete cantando de música cantado en Tamil. Ella es la hija del famoso cantante de playback malayo, Vasudevan y hermana del actor Yugendran.

## Carrera
Prashanthini comenzó su carrera como cantante de playback interpretando un tema musical que fue escrita y compuesta por "Harris Jayaraj" para la película 12B. Sin embargo después de esta canción, ella tomó un largo descanso y regresó a los escenarios para interpretar un tema musical para la película GV Prakash Kumar, que fue compuesta por Veyyil. Ella hizo inmediatamente famoso después de interpretar el tema musical titulado "Mundhinam Parthene" para la película "Aayiram varanam" compuesta por Harris Jayaraj. Como intérprete de cantante de playback, pues ha seguido los pasos artísticos de su padre.

## Filmografía
| Año  | Canción                   | Película        | Director musical    | Idiomas |
| ---- | ------------------------- | --------------- | ------------------- | ------- |
| 2001 | "Love Pannu"              | 12B             | Harris Jayaraj      | Tamil   |
| 2003 | "Kozhi Kokkara"           | Winner          | Yuvan Shankar Raja  | Tamil   |
| 2006 | "Iraivanai"               | Veyyil          | G. V. Prakash Kumar | Tamil   |
| 2008 | "Mundhinam Parthene"      | Varanam Aayiram | Harris Jayaraj      | Tamil   |
| 2011 | "Ayyayo"                  | Aadukalam       | G. V. Prakash Kumar | Tamil   |
| 2011 | "Lolita"                  | Engeyum Kaadhal | Harris Jayaraj      | Tamil   |
| 2011 | "Enamo Aedho"             | Ko              | Harris Jayaraj      | Tamil   |
| 2011 | "Chinnanchiru Idhayathil" | Narthagi        | G. V. Prakash Kumar | Tamil   |
| 2011 | "Enge En Idhayam"         | Kandaen         | Vijay Ebenezer      | Tamil   |